# Rosenau am Hengstpaß
Rosenau am Hengstpaß ist eine Gemeinde in Oberösterreich im Bezirk Kirchdorf im Traunviertel mit 644 Einwohnern (Stand 1. Jänner 2024).

## Geografie
Rosenau am Hengstpaß liegt auf 690 Meter Höhe im Traunviertel. Die Ausdehnung beträgt von Nord nach Süd 13 Kilometer und von West nach Ost 16,6 km. Die Gesamtfläche beträgt 108,28 Quadratkilometer. Mehr als achtzig Prozent der Fläche sind bewaldet und fünf Prozent werden landwirtschaftlich genutzt und sechs Prozent sind Almen.

### Gemeindegliederung
Das Gemeindegebiet umfasste bis 2020 die Ortschaften Dambach und Rosenau am Hengstpaß. Seither gliedert sich die Gemeinde nur noch in eine Ortschaft. Die Gemeinde besteht aus der einzigen Katastralgemeinde Rosenau.

### Nachbargemeinden
Zwei der acht Nachbargemeinden liegen im Bezirk Steyr-Land (SE), zwei weitere im Bezirk Liezen (LI; Steiermark).
| Roßleithen      | Molln                                       | Reichraming (SE) |
| Edlbach         | Kompassrose, die auf Nachbargemeinden zeigt | Weyer (SE)       |
| Spital am Pyhrn | Admont (LI)                                 | St. Gallen (LI)  |

## Geschichte

### Ortsgeschichte
Ursprünglich im Ostteil des Herzogtums Bayern liegend, gehörte der Ort seit dem 12. Jahrhundert zum Herzogtum Österreich. Im Jahr 1359 wurde Rosenau erstmals urkundlich erwähnt. Seit 1490 wird er dem Fürstentum Österreich ob der Enns zugerechnet. Während der Napoleonischen Kriege war der Ort mehrfach besetzt.
Seit 1918 gehört der Ort zum Bundesland Oberösterreich. Nach dem Anschluss Österreichs an das Deutsche Reich am 13. März 1938 gehörte der Ort zum Gau Oberdonau, 1945 erfolgte die Wiederherstellung Oberösterreichs.
Rosenau gehörte bis 2012 zum Gerichtsbezirk Windischgarsten und ist seit dem 1. Jänner 2013 Teil des Gerichtsbezirks Kirchdorf an der Krems.

### Bevölkerungsentwicklung
Grund für den Rückgang der Bevölkerungszahl ist die negative Wanderungsbilanz, die durch eine leicht positive Geburtenbilanz nicht ausgeglichen werden kann.

## Kultur und Sehenswürdigkeiten

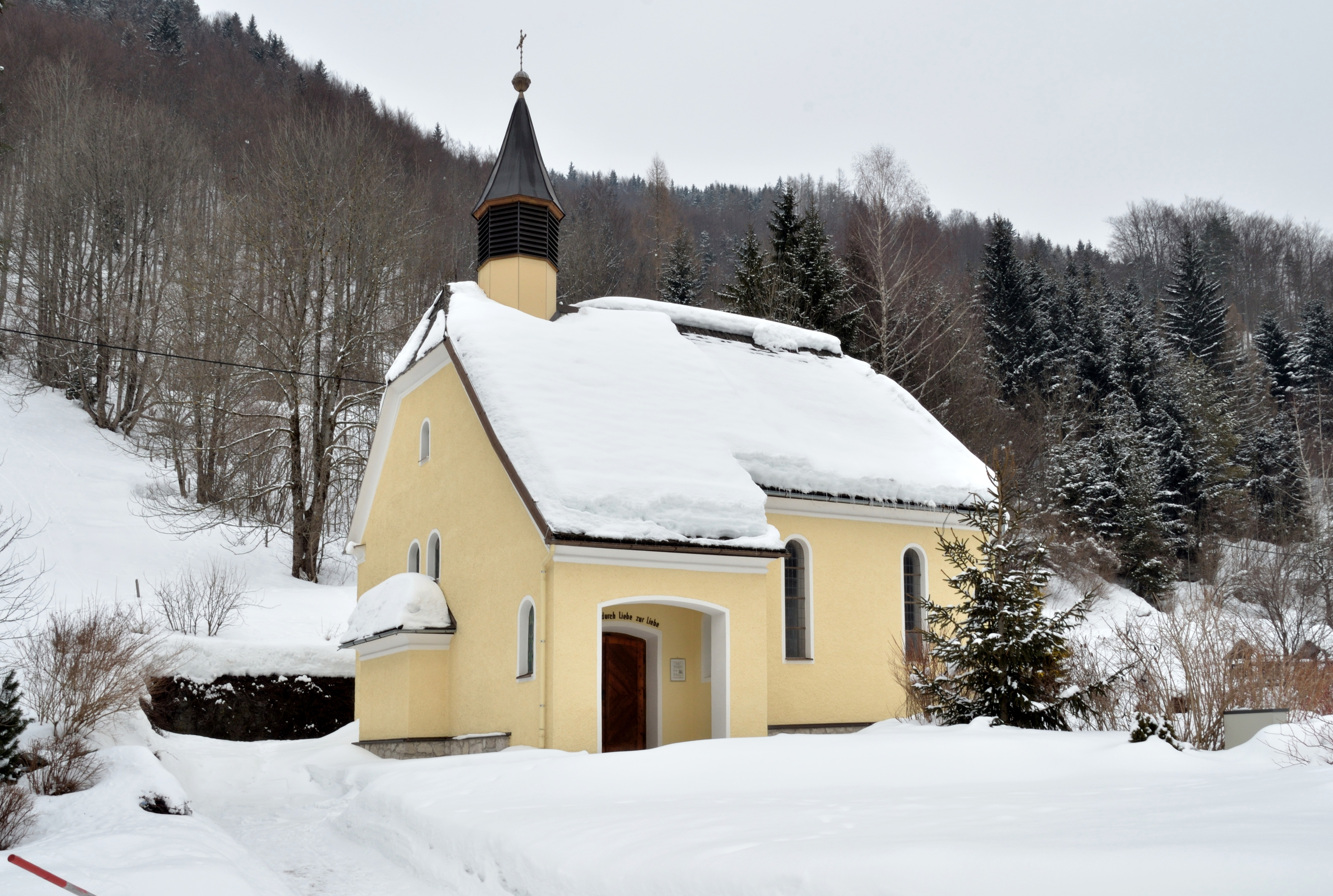
Filialkirche Rosenau

- Katholische Filialkirche Rosenau Heiliges Kreuz: errichtet 1949–1950 nach Plänen von Hans Foschum

## Wirtschaft und Infrastruktur
Die Gemeinde hat einen starken Produktionssektor. Die drei Firmen aus dem Bereich Warenherstellung beschäftigen 178 Erwerbstätige. Die Landwirtschaft beschäftigt 32 und der Dienstleistungssektor 76 Personen (Stand 2011).

### Verkehr
- Bus und Bahn: Von Rosenau erreicht man mit dem Bus in rund zehn Minuten den Bahnhof Windischgarsten. Von hier gibt es Verbindungen nach Linz und in die Steiermark.[6]

## Politik

### Gemeinderat
Der Gemeinderat hat 13 Mitglieder.
- Mit den Gemeinderats- und Bürgermeisterwahlen in Oberösterreich 2003 hatte der Gemeinderat folgende Verteilung: 9 SPÖ und 4 ÖVP.[7]
- Mit den Gemeinderats- und Bürgermeisterwahlen in Oberösterreich 2009 hatte der Gemeinderat folgende Verteilung: 8 SPÖ und 5 ÖVP.[8]
- Mit den Gemeinderats- und Bürgermeisterwahlen in Oberösterreich 2015 hatte der Gemeinderat folgende Verteilung: 7 SPÖ und 6 ÖVP.[9]
- Mit den Gemeinderats- und Bürgermeisterwahlen in Oberösterreich 2021 hat der Gemeinderat folgende Verteilung: 6 SPÖ, 5 ÖVP und 2 PRO.[10][11]

### Bürgermeister
Bürgermeister seit 1850 waren:
- 1850–1855 Joseph Retschituzegger
- 1855–1861 Franz Neubauer
- 1861–1864 Michael Berger
- 1864–1873 Mathäus Koller
- 1873–1879 Josef Pölzguter
- 1879–1888 Peter Leidinger
- 1888–1894 Engelbert Polterauer
- 1894–1897 Ignaz Stummer
- 1897–1903 Josef Stummer
- 1903–1906 Ignaz Ecker
- 1906–1910 Josef Stummer
- 1910–1912 Gottfried Langlhuber
- 1912–1919 Alois Rumplmair
- 1919–1924 Karl Buresch
- 1924–1929 Karl Helml
- 1929–1934 Emmerich Hammerer
- 1934–1938 Karl Helml
- 1938–1945 Franz Pithart
- 1945–1945 Rudolf Hinterleitner
- 1945–1945 Robert Neuwirth
- 1945–1945 Hermann Stummer
- 1945–1949 Karl Buresch
- 1949–1976 Josef Buder
- 1976–1995 Friedrich Oswald
- 1995–2020 Peter Auerbach (SPÖ)
- seit 2020 Maria Benedetter (SPÖ)[13]

### Gemeindepartnerschaften
Seit 1983 besteht eine Partnerschaft mit der deutschen Stadt Hofgeismar in Nordhessen.

### Wappen
Offizielle Beschreibung des Gemeindewappens:
„In Silber unter einer blauen, erhöhten Wellenleiste, darauf drei grüne, am oberen Schildrand anstoßende Nadelbäume, eine rote, heraldische Alpenrose mit goldenem Butzen und grünen Kelchblättern, eingeschlossen von einem schwarzen Wasserrad.“
Die Gemeindefarben sind Grün-Weiß-Rot.
Die heraldisch stilisierte Alpenrose spricht sowohl im landläufigen Sinne für den Ortsnamen als auch als Bergblume (Rhododendron hirsutum) für die Lage der Gemeinde im Bereich der nördlichen Kalkalpen.
Die blauen Wellen kennzeichnen den Dambach, der im Gemeindegebiet entspringt, die drei Nadelbäume erklären den Waldreichtum der Gegend.
Das Wasserrad erinnert an das ehemalige Sensenwerk in Dambach.

## Persönlichkeiten

### Ehrenringträger
- Friedrich Oswald, Altbürgermeister
- Emmerich Gföllner
- Friedrich Hellesch
- Karl Grünner
- Hermann Humpl
- Karl Tölle aus der Partnergemeinde Hofgeismar
- Anton Stöckl
- Raimund Baumschlager
- Peter Auerbach, Altbürgermeister

Beleg siehe

### Söhne und Töchter der Gemeinde
- Raimund Baumschlager (* 1959), Rallyefahrer